# توصية أسوأ أشكال عمل الأطفال
تم تبني توصية أسوأ أشكال عمل الأطفال من قبل منظمة العمل الدولية في عام 1999 باعتبارها توصية منظمة العمل الدولية رقم 190. تكمل أحكام هذه التوصية أحكام اتفاقية أسوأ أشكال عمل الأطفال (الاتفاقية رقم 182، المشار إليها باسم «الاتفاقية») وينبغي تطبيقها بالاقتران معها. ينبغي قراءة هذه المادة مع تلك الخاصة بالاتفاقية.
تشمل أحكام التوصية ما يلي:
- ما هي برامج العمل المشار إليها في المادة 6 من اتفاقية أسوأ أشكال عمل الأطفال التي ينبغي أن تستهدف (المادة الأولى)؛
- ما الذي يجب مراعاته عند تحديد البلدان المصدقة بموجب المادة 3 (د) من الاتفاقية ما هي أسوأ أشكال المخاطر التي يواجهها الأطفال في العمل في تلك البلدان (المادة الثانية)؛
- ينبغي تجميع المعلومات والبيانات الإحصائية التفصيلية عن طبيعة ومدى عمالة الأطفال وتحديثها (المادة الثالثة (5) إلى (7)؛
- أن على الدول المصادقة أن تنشئ أو تعيّن آليات وطنية مناسبة لرصد تنفيذ الأحكام الوطنية لحظر أسوأ أشكال عمل الأطفال والقضاء عليها (المادة الثالثة (8))؛
- ينبغي للبلدان المصدقة، بقدر ما تتوافق مع القانون الوطني، أن تتعاون مع الجهود الدولية الرامية إلى حظر والقضاء على أسوأ أشكال عمل الأطفال (المادة الثالثة (11))؛
- ينبغي أن تنص البلدان التي صادقت على الاتفاقية على أن أسوأ أشكال عمل الأطفال المحددة مسبقًا هي جرائم جنائية وأن تنص أيضًا على سبل انتصاف جنائية أو مدنية أو إدارية أخرى لضمان الإنفاذ الفعال للأحكام الوطنية لحظر أسوأ أشكال عمل الأطفال والقضاء عليها (المادة الثالثة (12) إلى (14))؛
- قائمة بالتدابير الأخرى التي يمكن استخدامها لحظر أسوأ أشكال عمل الأطفال والقضاء عليها (المادة الثالثة (15))؛
- وينبغي أن يعزز ذلك التعاون الدولي و/أو المساعدة بين البلدان المصدقة على حظر أسوأ أشكال عمل الأطفال والقضاء عليها بشكل فعال، وينبغي أن يكمل الجهود الوطنية (المادة الثالثة (16))